# Eutrema lowndesii
Eutrema lowndesii är en korsblommig växtart som först beskrevs av Hiroshi Hara, och fick sitt nu gällande namn av Al-shehbaz och S.I. Warwick. Eutrema lowndesii ingår i släktet skidörter, och familjen korsblommiga växter. Inga underarter finns listade i Catalogue of Life.